# DHD
DHD sau Dial Home Device este un dispozitiv fictiv din franciza Stargate. El permite apelarea porților. Pe DHD exista 39 de simboluri care diferă din galaxie în galaxie. Fiecare Poartă are propriul DHD având 38 de simboluri plus punctul de origine al Porții respective si butonul central pentru apelare.Tastatura DHD-ului este ținută oblic de niște stâlpi.Pentru apelarea unei Porți din altă galaxie este folosit și simbolul 8 al unei Porți.
In baza SGC nu se folosește DHD-ul,pierdându-se în al Doilea Război Mondial și regăsit de ruși mai târziu.
După ce o Poartă este ținută activă 38 de minute DHD-ul închide Poarta automat din cauza lipsei de energie.